# Ozyptila brevipes
Ozyptila brevipes (лат.) — вид пауков семейства Пауки-бокоходы (Thomisidae). Встречается в Европе (в том числе, Россия). Длина тела самцов от 2 до 3 мм, у самок от 3 до 4 мм. Основная окраска коричневая с примесью жёлтых отметин. Латеральный голенный апофизис поперечный к продольной оси пальп самцов. Эпигины спереди с мелкой поперечной бороздкой. Активны с января по ноябрь. Голени первой пары ног вентрально с двумя парами шипов; волоски заострённые или булавовидные. Педипальпы самцов с тегулярным апофизом, эпигинум с чехлом. Первые две пары ног развернуты передними поверхностями вверх, заметно длиннее ног третьей и четвёртой пар. Паутину не плетут, жертву ловят своими видоизменёнными передними ногами.